# 風使いGINGA
『風使い銀牙』（かぜつかいぎんが）は、中垣慶による日本の漫画作品。

## 概要
福武書店（現ベネッセコーポレーション）の通信添削講座である、進研ゼミ中学講座のテキスト『チャレンジ』に1993年8月号から1994年3月号まで連載された学園ファンタジー漫画である。全13話。1994年10月に少年画報社より全1巻の単行本が発売された。

## あらすじ
ごく普通の中学生、森山樹はある日ふと立ち寄った占いショップ「小さな魔女（リトルウィッチ）」で古いタロットカードを購入する。その晩、なぜか心惹かれカードを並べていると、突然風が舞いカードの精である銀牙を偶然にも召喚してしまう。
銀牙はカードの魔力の封印を解いた樹を、守護し願いを叶えるため樹のいとこ木葉銀牙として姿を変え、樹の家に居候しながら一緒に学校へ通うことになる。

## 登場人物
GINGA/木葉銀牙（ぎんが/こば ぎんが）
カードに宿る精霊であり魔性の力の化身。精霊であるため本来の姿はなく、人の姿をしているのは樹が望んだため。
樹と学校生活を送るため色々な魔法を使っては樹を手助けをするが、逆に樹を困らせることになる。樹に不安になったり危険が及ぶと感情が昂ぶる。正体を知っているのは、樹と「うどん処さかきや」の老婆だけである。
特技はカード占いと風を操ること。好きな食べ物はうどん。
森山樹（もりやま たちき）
恋には奥手な中学1年生。成績は悪くないが、あがり性。将来の夢は福祉関係。正義感が強く銀牙が魔法を使うことをよく思わない。銀牙との交流を深めていくうち次第に惹かれていくようになる。魔女ではなく普通の少女である為、銀牙の弱体化を招いてしまう。
知美（ともみ）
クラスメイト。ショートカットでメガネを掛けた占い好きな女の子。樹と銀牙が出会うことになったのは、知美の占い好きが要因である。
紀子（のりこ）
クラスメイト。ポニーテールの背が高い女の子。樹、知美の2人よりは恋に積極的な性格である。
大平（おおひら）
クラスメイト。金持ちの息子でクラス委員長を務める。容姿端麗で成績優秀。樹に気があり銀牙とは自称「永遠のライバル」。
婆さん（ばあさん）
うどん処さかきや（榊屋）の店主。銀牙を精霊と見抜く。うどんを食べに来る銀牙の相談役にもなっている。人間だが正体は不明。
魔女（まじょ）
過去に銀牙をカードに封印した元主。銀牙の力を使って現世に甦ろうと企む。樹がカードを売った店員に憑依して銀牙達に襲い掛かる。